# 1. FFC Frankfurt
Der 1. Frauen-Fußball-Club Frankfurt, kurz 1. FFC Frankfurt, war ein Frauenfußballverein aus Frankfurt am Main. Der Verein ging am 27. August 1998 aus der Frauenfußball-Abteilung der SG Praunheim hervor, die seit Gründung der Frauen-Bundesliga 1990 an allen Spielzeiten teilgenommen hatte. Seit der Lizenzübernahme am 1. Januar 1999 trat der Verein eigenständig als 1. FFC Frankfurt an. Nach der Fusion mit Eintracht Frankfurt agiert der FFC seit dem 1. Juli 2020 als dessen  Frauenabteilung. Daraufhin wurde der Verein am 27. August 2020 – exakt 22 Jahre nach der Gründung – aufgelöst.
Mit sieben deutschen Meisterschaften, neun Pokalsiegen und vier Europapokalsiegen ist der 1. FFC Frankfurt der erfolgreichste Verein im deutschen Frauenfußball.

## Geschichte

### 1971 bis 1998: Frauenfußball bei der SG Praunheim
Im Jahr 1971 schlossen sich Mitarbeiterinnen der Deutschen Bundesbank, die ihr Interesse am Fußballspielen entdeckt hatten, der SG Praunheim an und gründeten eine Frauenfußball-Abteilung. Erste Gegner der Praunheimerinnen waren Frankfurter Mannschaften wie der Bornheimer FSV Frankfurt sowie die Niederräder Clubs Union Niederrad und NSG Oberst Schiel.
1990 qualifizierte sich die SGP mit der späteren Erfolgstrainerin Monika Staab als Spielerin für die neue Frauen-Bundesliga. In der ersten Saison belegte man den fünften Platz in der Süd-Staffel der zweigleisigen Liga.

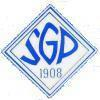
Wappen der SG Praunheim

In der folgenden Spielzeit belegten die Praunheimerinnen Platz sechs der Süd-Gruppe. Im DFB-Pokal, für den sie als Bundesligist erstmals qualifiziert waren, scheiterten sie bereits in der ersten Runde beim Verbandsligisten SC 07 Bad Neuenahr.
In der Saison 1992/93 landete man auf dem vierten Platz der Süd-Staffel. Im DFB-Pokal gelang der SG erstmals der Einzug ins Viertelfinale, das man zu Hause mit 0:1 gegen den späteren Pokalsieger TSV Siegen verlor.
Zur Saison 1993/94 kam es im Verein zu einigen Veränderungen. Die bisherige Spielführerin Monika Staab wurde neue Abteilungsleiterin, Siegfried Dietrich, der zuvor erfolgreich als Eiskunstlauf-Promoter gearbeitet hatte, wurde Manager der Fußballfrauen.
Als Dritter ihrer Gruppe verpasste die SGP den Einzug ins Halbfinale um die deutsche Meisterschaft nur um einen einzigen Punkt. Im DFB-Pokal scheiterte man im Achtelfinale erneut an der Mannschaft aus Siegen. Beim erstmals ausgetragenen DFB-Hallenpokal belegte man den dritten Platz.
In der Saison 1994/95 belegte man erneut den dritten Platz der Süd-Staffel. Im Pokal scheiterte man zum dritten Mal in Folge am TSV Siegen. Wie im Vorjahr war der Pokalwettbewerb für die SGP bereits nach dem Achtelfinale beendet.
Die Bundesligasaison 1995/96 war die bis dato erfolgreichste der Vereinsgeschichte. Hinter dem Lokalrivalen FSV Frankfurt belegte man mit nur einer Niederlage den zweiten Platz der Süd-Gruppe und zog somit in die Endrunde ein. Im Halbfinale konnte man Grün-Weiß Brauweiler mit einem 1:0-Sieg und einem 0:0-Unentschieden bezwingen. Im Finale im heimischen Stadion am Brentanobad unterlag man vor 3100 Zuschauern einmal mehr dem TSV Siegen. 0:1 hieß es am Ende.
Im Pokal unterlag man im Achtelfinale dem FC Rumeln-Kaldenhausen ebenfalls mit 0:1.
In der Bundesligasaison 1996/97 qualifizierte man sich als Süd-Zweiter erneut für das Meisterschafts-Halbfinale. Dort scheiterte man nach einer 2:4-Hinspielniederlage und einem 1:1-Unentschieden im Rückspiel am späteren Meister Brauweiler. Für die eingleisige Bundesliga hatte man sich problemlos qualifiziert. Neu im Team war Nationalspielerin Doris Fitschen. Im Pokalachtelfinale unterlag man den vom TSV zu den Sportfreunden gewechselten Siegenerinnen mit 1:2 nach Verlängerung. Mit dem Sieg beim erstmals in Frankfurt ausgetragenen DFB-Hallenpokal 1997 feierte man den ersten Titelgewinn der Vereinsgeschichte. Im Finale wurde der FSV Frankfurt im Neunmeterschießen mit 4:3 besiegt.
Die folgende Spielzeit sollte die erfolgreichste in der Zeit als Praunheimer Frauenfußball-Abteilung sein. Mit der Verpflichtung der talentierten Jugendnationalspielerin Nia Künzer, die vom VfB Gießen kam, setzte man den Aufbau einer ambitionierten Mannschaft erfolgreich fort. In der Bundesliga wurde man hinter dem FSV Frankfurt Vizemeister. Im DFB-Pokal erreichte man zum zweiten Mal in der Vereinsgeschichte das Viertelfinale, in dem man dem FSV nur knapp mit 0:1 unterlag. Im Finale des Hallenpokals konnte man die Bornheimerinnen hingegen klar und deutlich mit 5:1 bezwingen und den Titel verteidigen.

### 1998 bis 2000: Gründung des 1. FFC Frankfurt und erste Erfolge
Der entscheidende Schritt auf dem Weg an die Spitze des deutschen Frauenfußballs wurde 1998 getan. Mit Birgit Prinz konnte man die amtierende Torschützenkönigin vom FSV ans Brentanobad locken. Zudem konnte mit Katrin Kliehm, die zuvor für die Sportfreunde Oberau am Ball gewesen war, eine weitere Jugendnationalspielerin verpflichtet werden.
Am 27. August 1998 gründeten die Mitglieder Monika Staab, Doris Dietmayr, Annelie Hauptvogel, Vera Heck, Gaby Schmidt, Roman Schmidt, Pia Hess der Praunheimer Frauenfußball-Abteilung den „1. Frauen-Fußball-Club Frankfurt“, kurz „1. FFC Frankfurt“, und machten sich somit selbständig. Staab übernahm sowohl den Vorsitz des Vereins als auch den Trainerposten der Frauenmannschaft. Zum 1. Januar 1999 übernahm man die Bundesliga-Lizenz der SG Praunheim und trat von nun an unter dem neuen Namen an. Mit nur einer Niederlage und drei Punkten Vorsprung auf den FCR Duisburg wurde der 1. FFC in der Saison 1998/99 Deutscher Meister. Im Finale des DFB-Pokals besiegte man die Duisburgerinnen durch ein Tor von Nia Künzer mit 1:0. Den DFB-Hallenpokal gewann man durch einen 5:1-Sieg über Duisburg ebenfalls. Der 1. FFC sicherte sich somit bereits im ersten Jahr seines Bestehens das Triple.
Die Bundesliga-Saison 1999/2000 beendeten die Frankfurterinnen mit 15 Punkten Rückstand auf den FCR Duisburg auf dem zweiten Platz. Den DFB-Pokal konnte man erneut gewinnen. Mit einem 2:1-Sieg schlug man Siegen erstmals in einem entscheidenden Spiel.

### 2000 bis 2003: Weg an die Spitze des europäischen Frauenfußballs
Im Jahre 2000 verpflichtete der 1. FFC mit Steffi Jones (SC 07 Bad Neuenahr) sowie den Siegenerinnen Louise Hansen und Sandra Minnert drei gestandene Nationalspielerinnen. Mit zehn Punkten Vorsprung auf den 1. FFC Turbine Potsdam holte sich der FFC den Deutschen Meistertitel zurück. Erstmals stellte der Verein mit Birgit Prinz die Torschützenkönigin der Bundesliga. Durch einen 2:1-Finalsieg über den FFC Flaesheim-Hillen wurde der DFB-Pokal verteidigt. Beim DFB-Hallenpokal belegte man den dritten Platz.
Die folgende Spielzeit war die erfolgreichste in der Vereinsgeschichte des 1. FFC Frankfurt. Der FFC sicherte sich den Sieg bei allen vier ausgespielten Wettbewerben. Die Bundesliga-Saison beendete man mit 14 Punkten Vorsprung auf den Erzrivalen aus Potsdam ungeschlagen als Meister. Den DFB-Pokal gewann man durch einen 5:0-Kantersieg über den Hamburger SV bereits zum vierten Mal. Den Hallenpokal konnte man durch ein 1:0 über den FC Bayern München ebenfalls gewinnen. Zusätzlich gewannen die Frankfurterinnen auch noch den erstmals ausgetragenen UEFA Women’s Cup. Im Finale im Frankfurter Waldstadion besiegte man den schwedischen Vertreter Umeå IK vor der Rekordkulisse von 12.106 Zuschauern mit 2:0.
Als erst fünfter Fußballverein gewann der FFC damit das „europäische Triple“.
In der Saison 2002/03 verteidigte der FFC seinen Meistertitel erst am letzten Spieltag durch ein 0:0 bei Turbine Potsdam. Im Pokalfinale besiegt man den FCR 2001 Duisburg durch ein Eigentor von Martina Voss in der 89. Minute mit 1:0. Im Halbfinale des Europapokals schied man gegen den Vorjahresfinalisten und späteren Sieger aus Umeå erst im Elfmeterschießen aus. In dieser Spielzeit hatten die Frankfurterinnen mit Élodie Woock erstmals eine französische Nationalspielerin unter Vertrag.

### 2003 bis 2005: „Vize-Triple“ und Umbruch
Die Saison 2003/04 stellte für den FFC eine (im wahrsten Sinne des Wortes) schmerzhafte Erfahrung dar. In der Schlussphase der Saison fielen drei Spielerinnen mit Kreuzbandrissen aus, Trainerin Monika Staab konnte teilweise nicht mehr als elf Spielerinnen zusammenbekommen. In der Bundesliga belegte man hinter Potsdam den zweiten Platz, nachdem man das letzte Saisonspiel gegen den Rivalen mit 2:7 verloren hatte. Das Finale des DFB-Pokals verlor man gegen die Potsdamerinnen mit 0:3. Im UEFA-Cup-Finale unterlag man Umeå mit 0:3 und 0:5. Diese drei zweiten Plätze erinnerten stark an das „Vize-Triple“ von Bayer 04 Leverkusen in der Saison 2001/02. Infolge der ersten Saison ohne Titelgewinn in der Vereinsgeschichte trat Monika Staab von ihrem Trainerposten zurück. Ihr Nachfolger wurde Hans-Jürgen Tritschoks. Zudem verließen Stammspielerinnen wie Sandra Minnert und Bianca Rech, die beide nach Bad Neuenahr gingen, den Verein.
Für die Saison 2004/05 wurde das Team mit Torschützenkönigin Kerstin Garefrekes (zuvor bei Heike Rheine) und Nachwuchsspielerinnen wie Susanne Hartel (Viktoria Neckarhausen) und Meike Weber (1. FCA Darmstadt) verstärkt. Der FFC holte sich den Meistertitel zurück und stellte mit 63 Punkten einen neuen Bundesliga-Rekord auf. Zum siebten Mal in Folge erreichte man das DFB-Pokal-Finale, in dem man allerdings erneut den Potsdamerinnen unterlag. Auch im Finale des Hallenpokals verlor man gegen Potsdam.

### 2005 bis 2008: Rückkehr auf den europäischen Thron

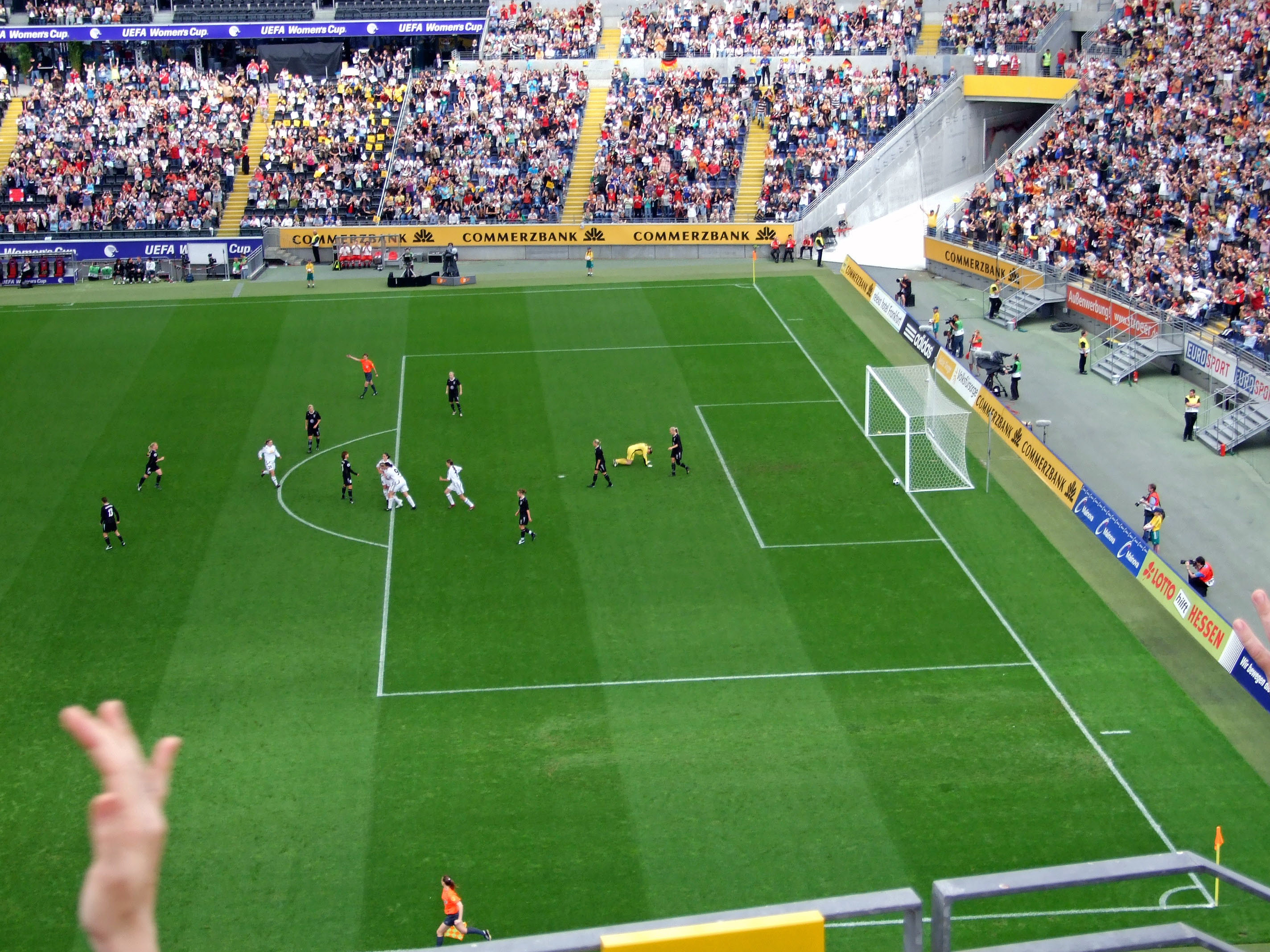
UEFA-Cup-Finale 2008 gegen Umeå: Jubel nach dem 1:0 durch Conny Pohlers

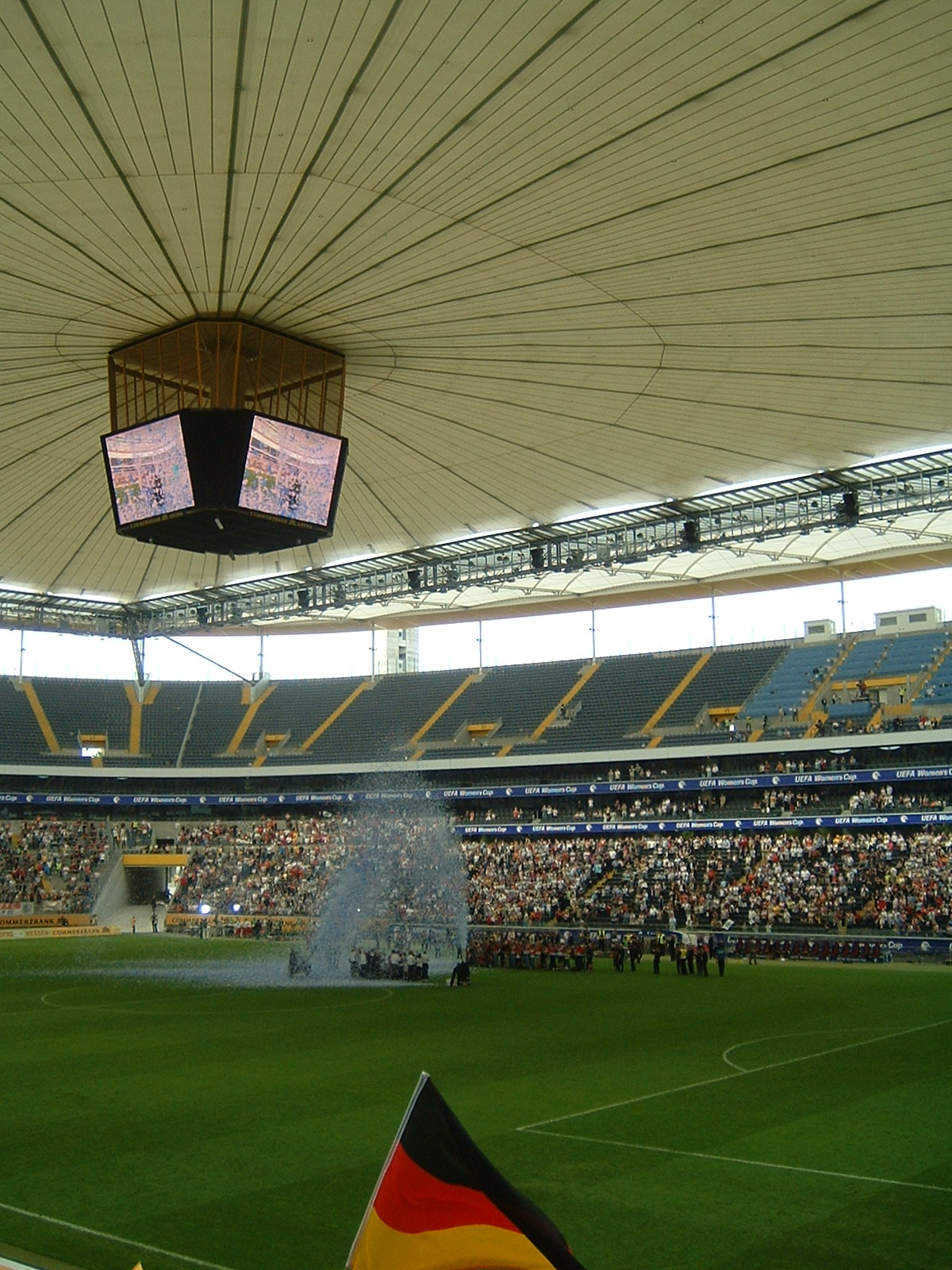
Konfettiregen nach dem Gewinn des UEFA-Cups

Zur Saison 2005/06 präsentierte der FFC mit Saskia Bartusiak (kam vom FSV Frankfurt) und den Nationalspielerinnen Sarah Günther (Hamburger SV) und Sandra Smisek (FSV Frankfurt) hochkarätige Neuzugänge. Die Bundesliga-Saison beendete der Verein auf einem enttäuschenden dritten Tabellenplatz. Im Pokalfinale unterlag man Potsdam unglücklich mit 0:2. War man an den Brandenburgerinnen auf nationaler Ebene noch gescheitert, so sicherte man sich mit zwei Siegen im Finale den Titelgewinn im UEFA Women’s Cup. In Potsdam triumphierte man mit einem grandiosen 4:0, in Frankfurt siegte man vor der neuen Rekordzuschauerzahl von 13.200 Zuschauern mit 3:2. Zudem sicherte sich der FFC den Sieg beim DFB-Hallenpokal.

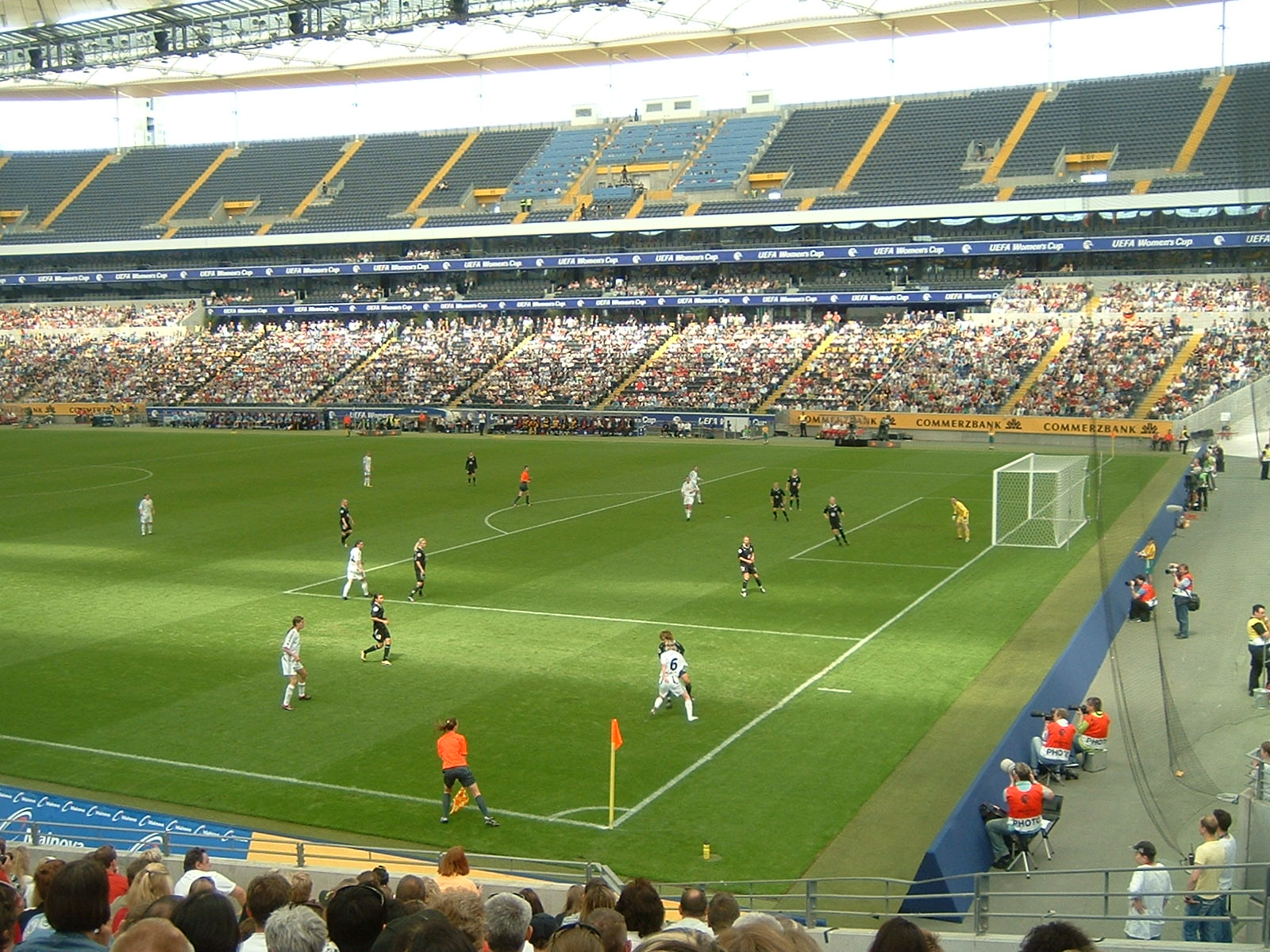
Szene aus dem Endspiel gegen Umeå (vorne links Garefrekes und Marta)

Im Sommer 2006 verstärkte der FFC seine Mannschaft mit der Verpflichtung der Nationalspielerinnen Silke Rottenberg (Duisburg) sowie Karolin Thomas und Petra Wimbersky (beide Potsdam) noch weiter.
Mit neun Punkten Vorsprung auf Duisburg wurden die Frankfurterinnen überlegen Deutscher Meister. Mit Birgit Prinz gehörte auch die Torschützenkönigin zum Frankfurter Team. Im DFB-Pokal-Endspiel besiegten sie Duisburg im Elfmeterschießen und stellten mit dem sechsten Pokalsieg und der neunten Finalteilnahme in Folge zwei neue Rekorde auf.
Im UEFA-Cup-Viertelfinale scheiterten sie aufgrund der Auswärtstorregel unglücklich am norwegischen Vertreter Kolbotn IL. Den DFB-Hallenpokal 2007 gewannen die Frankfurterinnen ebenfalls und errangen zum dritten Mal in der Vereinsgeschichte das nationale Triple.
Im Mai 2008 konnte der 1. FFC Frankfurt den schwedischen Verein Umeå IK im Finale des UEFA-Cups besiegen: Das Hinspiel in Schweden endete 1:1, das Rückspiel am 24. Mai 2008 gewannen die Frankfurterinnen mit 3:2. Zum Endspiel kamen 27.640 Zuschauer in die Commerzbank-Arena und stellten damit einen neuen Besucherrekord im europäischen Frauenvereinsfußball auf.
Darüber hinaus wurde die Mannschaft nach einem spannenden Saisonfinale mit einem Punkt Vorsprung auf den FCR Duisburg Deutscher Meister und gewann erneut den DFB-Pokal durch einen 5:1-Endspielsieg gegen den 1. FC Saarbrücken. Lediglich der Titel im Hallenpokal konnte nicht verteidigt werden.

### 2008 bis 2013: Verlust der Vorherrschaft
Deutlich weniger erfolgreich verlief die Saison 2008/09, in welcher sich das Fehlen zahlreicher langjähriger Spielerinnen und Leistungsträgerinnen deutlich bemerkbar machte: Louise Hansen, Nia Künzer und Renate Lingor hatten ihre Karriere beendet, während Alexandra Krieger, Conny Pohlers und Silke Rottenberg verletzungsbedingt lange Zeit nicht zur Verfügung standen. Zum zweiten Mal nach der „Vizesaison“ 2003/04 blieb das Team ohne Titel, erstmals war es dabei ohne jede realistische Titelchance. In der Bundesliga hatte die Mannschaft mit dem Dreikampf um die Meisterschaft nichts zu tun. Sie belegte mit neun Punkten Rückstand auf Meister Turbine Potsdam den vierten Platz, die schlechteste Platzierung seit der Gründung des 1. FFC Frankfurt. Im UEFA-Pokal scheiterte sie im Viertelfinale mit 1:3 und 0:2 am späteren Sieger FCR Duisburg. Im DFB-Pokal kam bereits in der zweiten Runde das Aus durch eine 0:1-Niederlage bei Bayern München, sodass erstmals seit Vereinsgründung das Pokalfinale ohne Beteiligung der Frankfurterinnen stattfand.
Auch in der Saison 2009/10 konnte weder ein Finale geschweige denn ein Titel erreicht werden. Die Bundesliga-Saison verlief dennoch nicht nur dank der leicht verbesserten Platzierung etwas versöhnlicher: Die aufstrebende Konkurrenz aus München und Wolfsburg wurde deutlich auf Abstand gehalten, und auch die Duisburgerinnen waren in Schlagdistanz. Der Rückstand auf die erfolgreichen Titelverteidigerinnen von Turbine Potsdam betrug gleichwohl wieder acht Punkte. Allerdings konnte dem Erzrivalen die einzige Saisonniederlage beigebracht werden; dabei verspielten die „Turbinen“ eine 1:0-Führung noch und unterlagen mit 1:2. Trotzdem verpasste der 1. FFC Frankfurt mit dem dritten Tabellenplatz zum zweiten Mal in Folge die Qualifikation für den Europapokal. Im DFB-Pokal war nach souveränen Erfolgen in den ersten Runden im Viertelfinale durch eine 0:3-Niederlage ausgerechnet gegen Potsdam Endstation.
Die Spielzeit 2010/11 verlief dagegen wieder erfolgreich: In der Meisterschaft belegte man mit nur einem Punkt Rückstand auf Turbine Potsdam den zweiten Rang und qualifizierte sich damit für die Champions League. Außerdem gewann man mit einem 2:1-Sieg gegen Turbine Potsdam zum achten Mal den DFB-Pokal.
Trotz enttäuschender Bundesliga-Saison erreichte man 2011/12 nach Erfolgen gegen LdB FC Malmö und Arsenal LFC das Finale in der Champions League. Dieses wurde am 17. Mai 2012 im Olympiastadion München mit 0:2 gegen Titelverteidiger Olympique Lyon verloren. Auch im Finale des DFB-Pokals zog man gegen den FC Bayern München mit 0:2 den Kürzeren, nachdem sich die Mannschaft gegen Wolfsburg, Potsdam und Duisburg durchgesetzt hatte.
Für die Saison 2012/13 erhoffte man sich in Frankfurt alles zu gewinnen, was man gewinnen kann. Neben den drei deutschen Nationalspielerinnen Babett Peter, Bianca Schmidt und Simone Laudehr, verpflichtete man auch die Französin Sandrine Brétigny und Jessica Wich. Doch die Saison fing für den FFC, trotz Luxuskader, genauso an, wie die letzte Saison geendet hat. Nach einem nur knappen Sieg gegen Außenseiter Jena, verlor man am zweiten Spieltag mit 1:3 gegen den erneuten Außenseiter Essen. Am 12. September 2012 wurde Sven Kahlert beurlaubt und Philipp Dahm übernahm das Amt des Interims-Coach. Nach dem Trainerwechsel kehrte langsam Ruhe ein, doch im April folgte der nächste Trainerwechsel. Innerhalb von drei Tagen verlor das Team mit 1:3 gegen den SC Freiburg und kam im Spiel gegen Jena nicht über ein Remis heraus. Somit wurde das Traineramt an Sascha Glass vergeben. Bereits in der 2. Runde des DFB-Pokals traf der FFC auf Titelverteidiger FC Bayern München, konnte sich im Elfmeterschießen aber nicht durchsetzen. Nach Siegen gegen Potsdam und Wolfsburg stand Frankfurt vor dem letzten Spieltag auf dem zweiten Tabellenplatz, verlor dann aber mit 1:2 gegen Bayern München. Somit konnte Potsdam den zweiten Platz erreichen und Frankfurt fiel auf Platz drei zurück.

### 2013 bis 2015: Wechselbad der Gefühle

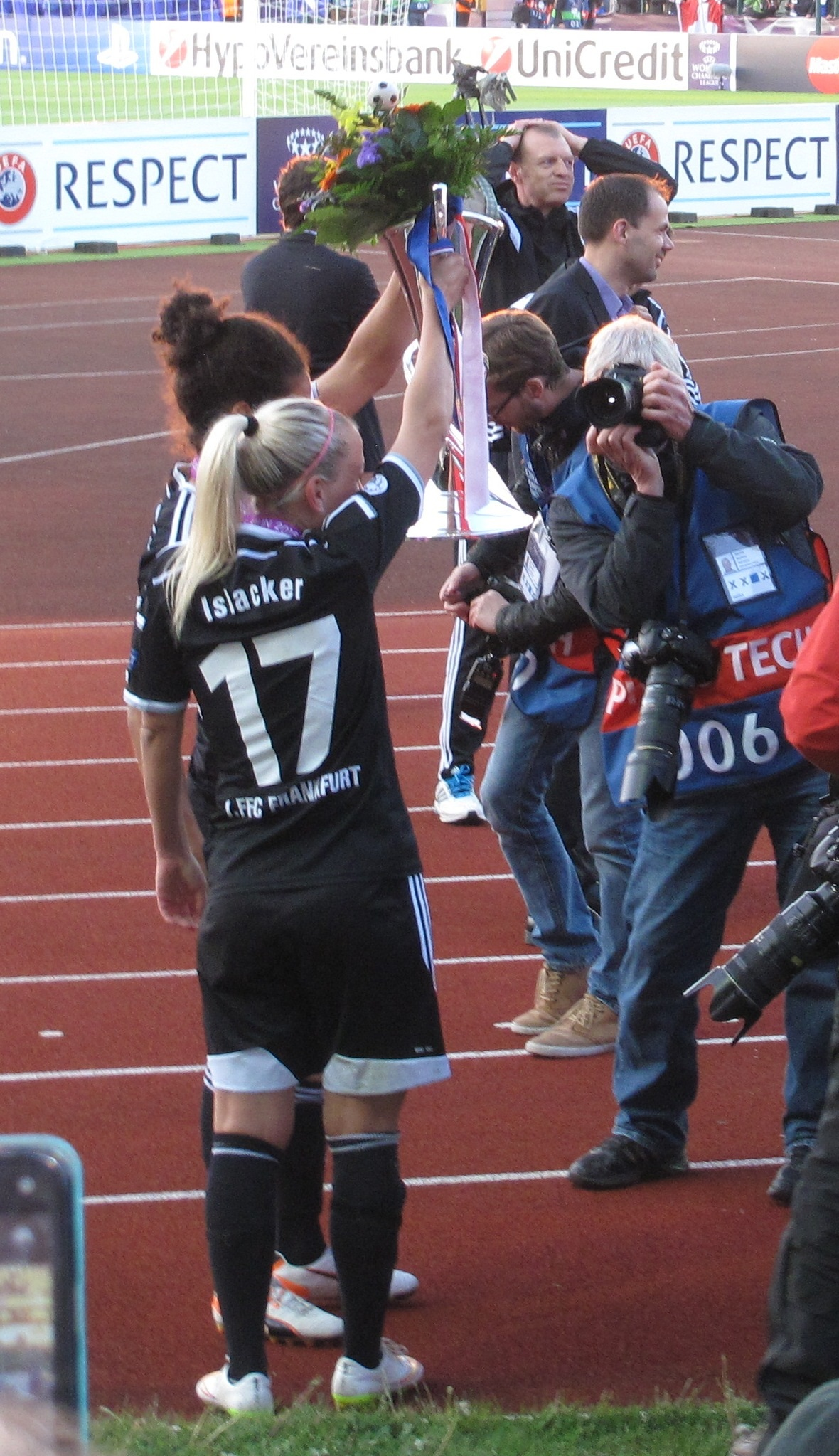
Siegtorschützin Mandy Islacker mit dem Pokal nach dem Gewinn der Champions League 2014/15

Im Pokalwettbewerb der Saison 2013/14 war der Verein drei Jahre nach seinem letzten Triumph wieder erfolgreich und konnte durch einen 3:0-Sieg gegen die SGS Essen zum 9. Mal den DFB-Pokal gewinnen. Dramatisch war hingegen der Ausgang der Bundesliga-Saison wenige Wochen später: Durch eine 1:2-Niederlage beim VfL Wolfsburg verspielte der bis dahin ungeschlagene FFC am letzten Spieltag noch die deutsche Meisterschaft.
In der Folgesaison wurde gar nur der dritte Rang erreicht, im DFB-Pokal schied man im Halbfinale aus. Dem gegenüber stand der größte Erfolg in dieser für den Verein sportlich durchwachsenen Zeit: Nach mehrjähriger Durststrecke konnte am 14. Mai durch einen 2:1-Sieg gegen Paris Saint-Germain zum vierten Mal die Champions League gewonnen werden.
Am 1. Dezember 2015 einigten sich der Verein und Cheftrainer Colin Bell zur Vertragsauflösung. Bell wechselte im Anschluss als Cheftrainer zum norwegischen Vertreter Avaldsnes IL, seinen vakanten Posten in Frankfurt übernahm auf Interimsbasis Matt Ross. Am 19. Februar 2016 wurde er zum permanenten Cheftrainer ernannt und verlängerte seinen Vertrag bis zum 30. Juni 2017.

### 2017 bis 2019: Etablierung im Mittelfeld der Frauen-Bundesliga
Am 29. September 2017 wurde Niko Arnautis als neuer Cheftrainer vorgestellt. Der 1. FFC Frankfurt setzte den eingeschlagenen Weg der letzten Jahre fort und setzte weiter verstärkt auf junge Talente, die den Verein zurück zum Erfolg führen sollten. In der Saison 2017/18 erreichte das Team den sechsten Platz, in der darauffolgenden Saison wurde man Fünfter. Auch im DFB-Pokal konnte das Team keine nennenswerten Erfolge erzielen: Drei Jahre hintereinander scheiterte der 1. FFC Frankfurt jeweils bereits im Viertelfinale.

### 2019 bis 2020: Fusion mit Eintracht Frankfurt und Auflösung
Nachdem FFC-Manager Siegfried Dietrich bereits im Sommer 2018 eine mögliche Fusion mit Eintracht Frankfurt angesprochen hatte, nahmen beide Vereine konkrete Verhandlungen auf, deren Ergebnis im Juni 2019 öffentlich gemacht wurde: Zur Saison 2020/21 werde der 1. FFC die Frauenfußballabteilung der Eintracht bilden und für die SGE in der Bundesliga antreten. Durch diesen Schritt erhoffte sich der 1. FFC Frankfurt einen Anschluss an die vergangenen Erfolge. Am 12. Dezember stimmten die 126 anwesenden Mitglieder auf einer außerordentlichen Mitgliederversammlung der Fusion zu. Manager Dietrich soll dort durch einen weiteren sportlichen Leiter unterstützt werden. Am 16. Juni 2020 wurde der Fusionsvertrag von Vertretern beider Clubs unterzeichnet.
In der letzten Saison unter dem traditionellen Namen landete die Mannschaft am Ende mit dem Platz sechs erneut nur im Mittelfeld. Im DFB-Pokal war man zuvor bereits im Achtelfinale gegen Bayer 04 Leverkusen ausgeschieden. Das letzte Spiel vor der Fusion fand am 28. Juni 2020 im Stadion am Brentanobad in Frankfurt am Main statt. Am 22. Spieltag der Frauen-Bundesliga verlor der 1. FFC Frankfurt mit 2:0 gegen den SC Freiburg. Das Spiel fand auf Grund der COVID-19-Pandemie ohne Zuschauer statt.
Auf einer Mitgliederversammlung am 27. August 2020 wurde der Verein – exakt 22 Jahre nach seiner Gründung – aufgelöst.

## Verein

### Trainerhistorie
- Heinz Kielmann & Willy Lehmann: 1971–1974
- Heinz Kielmann & Günter Kühlmann: 1975
- Günter Kühlmann: 1976–1978
- Angelika Schmitt-Johnson: 1978/79
- Angelika Schmitt-Johnson & Wilfried Keidel: 1979/80
- Regina Zinke: 1980/81
- Jürgen Strödter: 1981–1983
- Angelika Schmitt-Johnson: 1983–1988
- Dieter Hochgesand: 1988–1991
- Dieter Richter: 1991–12.1992
- Monika Staab: 01.1993–2004
- Hans-Jürgen Tritschoks 2004–2008
- Günter Wegmann: 2008–10.2009
- Sven Kahlert: 10.2009–09.2012
- Philipp Dahm: 09.2012–04.2013
- Sascha Glass: 04.2013–06.2013 (Interim)
- Colin Bell: 2013–12.2015
- Matt Ross: 12.2015–09.2017
- Niko Arnautis: 09.2017–2020  (danach in gleicher Position bei Eintracht Frankfurt)

### Vorstand
Der Vorstand bestand zuletzt aus dem Vorsitzenden Jürgen Ruppel und den stellvertretenden Vorsitzenden Annelie Hauptvogel, Marion Beier und Charlotte Peschmann. Manager und Pressesprecher des Vereins war Siegfried Dietrich.

### Vereinsfarben und -logo
Die Vereinsfarben waren Rot, Blau und Weiß. Das ovale Vereinslogo zeigt eine stilisierte Fußballspielerin auf grünem Rasen vor der Frankfurter Skyline. Umrahmt wird diese von der Aufschrift „1. FFC“ (oben) und „Frankfurt“ (unten). Dieses Logo sollte das moderne Image des Vereins unterstreichen.

### Trikots
Die Trikotsätze der FFC-Mannschaften waren mit Ausnahme der zweiten Mannschaft in den Farben Schwarz/Schwarz/Schwarz, Weiß/Schwarz/Weiß und Weiß/Weiß/Weiß gehalten. Trikotsponsor war ab 2005 die Commerzbank, die Lotto Hessen ablöste. Zuvor waren die Trikotsätze in den Vereinsfarben gehalten. Trikotärmel-Partner war zuletzt der RMV. Die Trikotsätze der zweiten Mannschaft waren in den Vereinsfarben gehalten. Ausrüster des FFC war der Sportartikelhersteller Puma.

### Management und Sponsoren
Der FFC wurde von Siegfried „Siggi“ Dietrich und dessen Agentur SiDi-Sportmanagement vermarktet. Dietrich hatte es sich zum Ziel gesetzt, den FFC zum ersten professionell geführten Frauenfußball-Verein zu entwickeln. Dafür wurde eine große Anzahl an Sponsoren akquiriert. Dazu gehörten mit dem Trikotsponsor Commerzbank und dem Hauptsponsor Generali-Versicherung überregional bekannte Großunternehmen. Co-Sponsor des FFC war der Frankfurter Flughafenbetreiber Fraport, der auch langjähriger Trikotsponsor der Frankfurter Eintracht war. Diese Sponsoren sorgten gemeinsam mit einem großen Pool weiterer Förderer für ein Etat von über einer Million Euro, der einer der höchsten der Frauen-Bundesliga war. Der Verein nahm damit eine Vorreiterrolle im deutschen Frauenfußball ein.

## Sportliche Erfolge und Statistik

### SG Praunheim

#### Pokalwettbewerbe
- DFB-Hallenpokal-Sieger (2): 1997, 1998
- Sieger des Bundesliga-Saisoneröffnungsturnier: (1) 1997 (Hermes-Cup)

#### Bundesliga
| Saison  | Liga           | Platz | S  | U | N | Tore  | Punkte | DFB-Pokal          |
| ------- | -------------- | ----- | -- | - | - | ----- | ------ | ------------------ |
| 1990/91 | Bundesliga Süd | 5.    | 07 | 6 | 5 | 24:32 | 20:16  | nicht qualifiziert |
| 1991/92 | Bundesliga Süd | 6.    | 06 | 6 | 8 | 16:20 | 18:22  | 1. Runde           |
| 1992/93 | Bundesliga Süd | 4.    | 08 | 4 | 6 | 20:19 | 20:16  | Viertelfinale      |
| 1993/94 | Bundesliga Süd | 3.    | 13 | 2 | 3 | 55:13 | 28:08  | Achtelfinale       |
| 1994/95 | Bundesliga Süd | 3.    | 09 | 4 | 5 | 38:28 | 22:14  | Achtelfinale       |
| 1995/96 | Bundesliga Süd | 2.    | 11 | 6 | 1 | 31:11 | 39     | Achtelfinale       |
| 1996/97 | Bundesliga Süd | 2.    | 12 | 2 | 4 | 45:11 | 38     | Achtelfinale       |
| 1997/98 | Bundesliga     | 2.    | 16 | 2 | 4 | 58:22 | 50     | Viertelfinale      |

### 1. FFC Frankfurt

#### Pokalwettbewerbe
- UEFA-Women’s-Cup-Sieger / UEFA-Women’s-Champions-League-Sieger (4): 2002, 2006, 2008, 2015
- UEFA-Women’s-Cup-Finalist / UEFA-Women’s-Champions-League-Finalist (2): 2004, 2012
- DFB-Pokal-Sieger (9): 1999, 2000, 2001, 2002, 2003, 2007, 2008, 2011, 2014
- DFB-Pokal-Finalist (4): 2004, 2005, 2006, 2012
- DFB-Hallenpokal-Sieger (5): 1999, 2002, 2006, 2007, 2012
- DFB-Hallenpokal-Finalist (2): 2005, 2014
- Sieger des Bundesliga-Saisoneröffnungsturnier: (3) 1999 (Lotto-Hessen-Cup), 2000 (OBI-Cup), 2001 (Oddset-Pokal)
- Sieger des Bundesliga-Olympia-Turnier: (1) 2000
- Gruppensieger des WM-Überbrückungsturnier: (1) 2007

#### Bundesliga
- Deutscher Meister (7): 1999, 2001, 2002, 2003, 2005, 2007, 2008
- Deutscher Vizemeister (6): 1996, 1998, 2000, 2004, 2011, 2014

| Saison  | Liga       | Platz   | S  | U | N  | Tore   | Punkte | DFB-Pokal     | UEFA Women’s Cup ab 2009/10 UEFA Women’s Champions League |
| ------- | ---------- | ------- | -- | - | -- | ------ | ------ | ------------- | --------------------------------------------------------- |
| 1998/99 | Bundesliga | Meister | 19 | 2 | 01 | 096:11 | 59     | Sieger        | nicht ausgetragen                                         |
| 1999/00 | Bundesliga | 2.      | 14 | 3 | 05 | 067:13 | 45     | Sieger        | nicht ausgetragen                                         |
| 2000/01 | Bundesliga | Meister | 17 | 3 | 02 | 081:17 | 54     | Sieger        | nicht ausgetragen                                         |
| 2001/02 | Bundesliga | Meister | 18 | 4 | 0  | 065:17 | 58     | Sieger        | Sieger                                                    |
| 2002/03 | Bundesliga | Meister | 18 | 3 | 01 | 090:14 | 57     | Sieger        | Halbfinale                                                |
| 2003/04 | Bundesliga | 2.      | 18 | 3 | 01 | 068:19 | 57     | Finale        | Finale                                                    |
| 2004/05 | Bundesliga | Meister | 21 | 0 | 01 | 078:16 | 63     | Finale        | nicht qualifiziert                                        |
| 2005/06 | Bundesliga | 3.      | 17 | 1 | 04 | 097:25 | 52     | Finale        | Sieger                                                    |
| 2006/07 | Bundesliga | Meister | 19 | 3 | 0  | 091:17 | 60     | Sieger        | Viertelfinale                                             |
| 2007/08 | Bundesliga | Meister | 17 | 3 | 02 | 087:22 | 54     | Sieger        | Sieger                                                    |
| 2008/09 | Bundesliga | 4.      | 14 | 3 | 05 | 058:25 | 45     | 2. Runde      | Viertelfinale                                             |
| 2009/10 | Bundesliga | 3.      | 17 | 0 | 05 | 084:29 | 51     | Viertelfinale | nicht qualifiziert                                        |
| 2010/11 | Bundesliga | 2.      | 19 | 0 | 03 | 103:16 | 57     | Sieger        | nicht qualifiziert                                        |
| 2011/12 | Bundesliga | 3.      | 15 | 1 | 06 | 058:17 | 46     | Finale        | Finale                                                    |
| 2012/13 | Bundesliga | 3.      | 15 | 2 | 05 | 052:26 | 47     | 2. Runde      | nicht qualifiziert                                        |
| 2013/14 | Bundesliga | 2.      | 16 | 5 | 01 | 080:15 | 53     | Sieger        | nicht qualifiziert                                        |
| 2014/15 | Bundesliga | 3.      | 17 | 2 | 03 | 074:19 | 53     | Halbfinale    | Sieger                                                    |
| 2015/16 | Bundesliga | 3.      | 15 | 1 | 06 | 049:25 | 46     | Achtelfinale  | Halbfinale                                                |
| 2016/17 | Bundesliga | 5.      | 10 | 7 | 05 | 040:28 | 37     | Viertelfinale | nicht qualifiziert                                        |
| 2017/18 | Bundesliga | 6.      | 10 | 1 | 11 | 029:25 | 31     | Viertelfinale | nicht qualifiziert                                        |
| 2018/19 | Bundesliga | 5.      | 10 | 4 | 08 | 048:38 | 34     | Viertelfinale | nicht qualifiziert                                        |
| 2019/20 | Bundesliga | 6.      | 10 | 3 | 09 | 044:47 | 33     | Achtelfinale  | nicht qualifiziert                                        |

### Rekorde
- Höchste erreichte Punktzahl: 63 Punkte (Saison 2004/05)
- Höchster Sieg: 1. FFC Frankfurt – FSV Frankfurt 17:0 (Saison 2005/06)

### Europapokalbilanz
}
}
| Saison  | Wettbewerb                    | Runde             | Gegner                 | Gesamt          | Hin          | Rück          |
| ------- | ----------------------------- | ----------------- | ---------------------- | --------------- | ------------ | ------------- |
| 2001/02 | UEFA Women’s Cup              | Gruppenphase      | UD Levante             | 1:0             | 1:0 (N)      |               |
| 2001/02 | UEFA Women’s Cup              | Gruppenphase      | FC Codru Chișinău      | 5:0             | 5:0 (N)      |               |
| 2001/02 | UEFA Women’s Cup              | Gruppenphase      | CSC Jerewan            | 18:0            | 18:0 (N)     |               |
| 2001/02 | UEFA Women’s Cup              | Viertelfinale     | Odense BK              | 5:1             | 3:0 (A)      | 2:1 (H)       |
| 2001/02 | UEFA Women’s Cup              | Halbfinale        | FC Toulouse            | 2:1             | 2:1 (A)      | 0:0 (H)       |
| 2001/02 | UEFA Women’s Cup              | Finale            | Umeå IK                | 2:0             | in Frankfurt | in Frankfurt  |
| 2002/03 | UEFA Women’s Cup              | Gruppenphase      | ŽFK Mašinac Niš        | 2:0             | 2:0 (N)      |               |
| 2002/03 | UEFA Women’s Cup              | Gruppenphase      | NK Osijek              | 8:0             | 8:0 (N)      |               |
| 2002/03 | UEFA Women’s Cup              | Gruppenphase      | Shamrock Rovers        | 7:1             | 7:1 (N)      |               |
| 2002/03 | UEFA Women’s Cup              | Viertelfinale     | HJK Helsinki           | 10:0            | 2:0 (A)      | 8:0 (H)       |
| 2002/03 | UEFA Women’s Cup              | Halbfinale        | Umeå IK                | 2:2 (6:7 i. E.) | 1:1 (H)      | 1:1 (A)       |
| 2003/04 | UEFA Women’s Cup              | Gruppenphase      | SU 1º Dezembro         | 4:0             | 4:0 (N)      |               |
| 2003/04 | UEFA Women’s Cup              | Gruppenphase      | SV Neulengbach         | 7:1             | 7:1 (N)      |               |
| 2003/04 | UEFA Women’s Cup              | Gruppenphase      | Athletic Bilbao        | 8:1             | 8:1 (N)      |               |
| 2003/04 | UEFA Women’s Cup              | Viertelfinale     | FC Fulham              | 7:2             | 3:1 (H)      | 4:1 (A)       |
| 2003/04 | UEFA Women’s Cup              | Halbfinale        | Malmö FF               | 4:1             | 0:0 (A)      | 4:1 (H)       |
| 2003/04 | UEFA Women’s Cup              | Finale            | Umeå IK                | 0:8             | 0:3 (A)      | 0:5 (H)       |
| 2005/06 | UEFA Women’s Cup              | Gruppenphase      | SC LUwin.ch Luzern     | 4:0             | 4:0 (N)      |               |
| 2005/06 | UEFA Women’s Cup              | Gruppenphase      | Sparta Prag            | 1:1             | 1:1 (N)      |               |
| 2005/06 | UEFA Women’s Cup              | Gruppenphase      | Gömrükcü Baku          | 11:1            | 11:1 (N)     |               |
| 2005/06 | UEFA Women’s Cup              | Viertelfinale     | Arsenal LFC            | 4:2             | 1:1 (A)      | 3:1 (H)       |
| 2005/06 | UEFA Women’s Cup              | Halbfinale        | HSC Montpellier        | (a)3:3(a)       | 0:1 (H)      | 3:2 (A)       |
| 2005/06 | UEFA Women’s Cup              | Finale            | 1. FFC Turbine Potsdam | 7:2             | 4:0 (A)      | 3:2 (H)       |
| 2006/07 | UEFA Women’s Cup              | Gruppenphase      | Universitet Wizebsk    | 5:0             | 5:0 (N)      |               |
| 2006/07 | UEFA Women’s Cup              | Gruppenphase      | Breiðablik Kópavogur   | 5:0             | 5:0 (N)      |               |
| 2006/07 | UEFA Women’s Cup              | Gruppenphase      | HJK Helsinki           | 2:0             | 2:0 (N)      |               |
| 2006/07 | UEFA Women’s Cup              | Viertelfinale     | Kolbotn IL             | (a)4:4(a)       | 1:2 (A)      | 3:2 (H)       |
| 2007/08 | UEFA Women’s Cup              | Gruppenphase      | Valur Reykjavík        | 3:1             | 3:1 (N)      |               |
| 2007/08 | UEFA Women’s Cup              | Gruppenphase      | Everton LFC            | 2:1             | 2:1 (N)      |               |
| 2007/08 | UEFA Women’s Cup              | Gruppenphase      | KFC Rapide Wezemaal    | 1:1             | 1:1 (N)      |               |
| 2007/08 | UEFA Women’s Cup              | Viertelfinale     | FK Rossijanka          | 2:1             | 0:0 (A)      | 2:1 (H)       |
| 2007/08 | UEFA Women’s Cup              | Halbfinale        | ASD CF Bardolino       | 7:2             | 4:2 (H)      | 3:0 (A)       |
| 2007/08 | UEFA Women’s Cup              | Finale            | Umeå IK                | 4:3             | 1:1 (A)      | 3:2 (H)       |
| 2008/09 | UEFA Women’s Cup              | Gruppenphase      | Swesda 2005 Perm       | 0:1             | 0:1 (N)      |               |
| 2008/09 | UEFA Women’s Cup              | Gruppenphase      | Røa IL                 | 3:1             | 3:1 (N)      |               |
| 2008/09 | UEFA Women’s Cup              | Gruppenphase      | Glasgow City FC        | 3:1             | 3:1 (N)      |               |
| 2008/09 | UEFA Women’s Cup              | Viertelfinale     | FCR 2001 Duisburg      | 1:5             | 1:3 (H)      | 0:2 (A)       |
| 2011/12 | UEFA Women’s Champions League | Sechzehntelfinale | Stabæk FK              | 4:2             | 0:1 (A)      | 4:1 (H)       |
| 2011/12 | UEFA Women’s Champions League | Achtelfinale      | Paris Saint-Germain    | 4:2             | 3:0 (H)      | 1:2 (A)       |
| 2011/12 | UEFA Women’s Champions League | Viertelfinale     | LdB FC Malmö           | 3:1             | 0:1 (A)      | 3:0 (H)       |
| 2011/12 | UEFA Women’s Champions League | Halbfinale        | Arsenal LFC            | 4:1             | 2:1 (A)      | 2:0 (H)       |
| 2011/12 | UEFA Women’s Champions League | Finale            | Olympique Lyon         | 0:2             | in München   | in München    |
| 2014/15 | UEFA Women’s Champions League | Sechzehntelfinale | BIIK Kazygurt          | 6:2             | 2:2 (A)      | 4:0 (H)       |
| 2014/15 | UEFA Women’s Champions League | Achtelfinale      | SEF Torres 1903        | 9:0             | 5:0 (H)      | 4:0 (A)       |
| 2014/15 | UEFA Women’s Champions League | Viertelfinale     | Bristol Academy WFC    | 12:0            | 5:0 (A)      | 7:0 (H)       |
| 2014/15 | UEFA Women’s Champions League | Halbfinale        | Brøndby IF             | 13:0            | 7:0 (H)      | 6:0 (A)       |
| 2014/15 | UEFA Women’s Champions League | Finale            | Paris Saint-Germain    | 2:1             | in Berlin    | in Berlin     |
| 2015/16 | UEFA Women’s Champions League | Sechzehntelfinale | Standard Lüttich       | 8:0             | 2:0 (A)      | 6:0 (H)       |
| 2015/16 | UEFA Women’s Champions League | Achtelfinale      | Lillestrøm SK Kvinner  | 2:2 (5:4 i. E.) | 2:0 (A)      | 0:2 n. V. (H) |
| 2015/16 | UEFA Women’s Champions League | Viertelfinale     | FC Rosengård           | 1:1 (5:4 i. E.) | 1:0 (A)      | 0:1 n. V. (H) |
| 2015/16 | UEFA Women’s Champions League | Halbfinale        | VfL Wolfsburg          | 1:4             | 0:4 (A)      | 1:0 (H)       |

Gesamtbilanz: 78 Spiele, 54 Siege, 11 Unentschieden, 13 Niederlagen, 233:64 Tore (Tordifferenz +169)

### Auszeichnungen
- Olympe-de-Gouges-Preis 2004: Wegbereiter im Frauensport

## Bundesligabilanz
| Verein                   | Spiele | S   | U  | N  | Tore     | Tordifferenz |
| ------------------------ | ------ | --- | -- | -- | -------- | ------------ |
| SC 07 Bad Neuenahr       | 30     | 28  | 1  | 1  | 122:18   | +104         |
| Bayer Leverkusen         | 9      | 7   | 2  | 0  | 30:6     | +24          |
| Bayern München           | 30     | 20  | 3  | 7  | 91:32    | +59          |
| Tennis Borussia Berlin   | 4      | 4   | 0  | 0  | 33:3     | +30          |
| BV Cloppenburg           | 2      | 2   | 0  | 0  | 11:0     | +11          |
| TSV Crailsheim           | 8      | 8   | 0  | 0  | 29:6     | +23          |
| SG Essen-Schönebeck      | 21     | 18  | 2  | 1  | 77:18    | +59          |
| FFC Flaesheim-Hillen     | 4      | 3   | 1  | 0  | 19:4     | +15          |
| FSV Frankfurt            | 16     | 14  | 1  | 1  | 66:7     | +59          |
| SC Freiburg              | 27     | 20  | 3  | 4  | 100:24   | +76          |
| FSV Gütersloh 2009       | 2      | 1   | 1  | 0  | 6:3      | +3           |
| FFC Heike Rheine         | 16     | 14  | 2  | 0  | 46:11    | +35          |
| Herforder SV             | 5      | 5   | 0  | 0  | 30:1     | +29          |
| Hamburger SV             | 20     | 18  | 1  | 1  | 72:12    | +60          |
| TSG 1899 Hoffenheim      | 3      | 3   | 0  | 0  | 20:4     | +16          |
| FF USV Jena              | 14     | 12  | 2  | 0  | 39:10    | +29          |
| 1. FC Köln 1             | 16     | 13  | 2  | 1  | 59:14    | +45          |
| 1. FC Lokomotive Leipzig | 2      | 2   | 0  | 0  | 8:0      | +8           |
| MSV Duisburg 2           | 34     | 21  | 4  | 9  | 91:41    | +50          |
| 1. FFC 08 Niederkirchen  | 6      | 6   | 0  | 0  | 35:2     | +33          |
| 1. FC Nürnberg           | 2      | 2   | 0  | 0  | 17:0     | +17          |
| 1. FFC Turbine Potsdam   | 34     | 15  | 6  | 13 | 66:58    | +8           |
| 1. FC Saarbrücken        | 16     | 16  | 0  | 0  | 77:6     | +71          |
| SC Sand                  | 2      | 2   | 0  | 0  | 5:1      | +4           |
| VfL Sindelfingen         | 6      | 6   | 0  | 0  | 42:1     | +41          |
| Sportfreunde Siegen      | 6      | 4   | 2  | 0  | 19:2     | +17          |
| SG Wattenscheid 09       | 2      | 2   | 0  | 0  | 11:1     | +10          |
| VfL Wolfsburg            | 21     | 12  | 2  | 7  | 53:25    | +28          |
| WSV Wendschott           | 10     | 8   | 2  | 0  | 38:3     | +35          |
| Total                    | 368    | 286 | 37 | 45 | 1311:311 | +1000        |

Stand: 1. März 2015; fettgedruckte Vereine spielten in der Saison 2013/14 in der Bundesliga.

## Spielerinnen

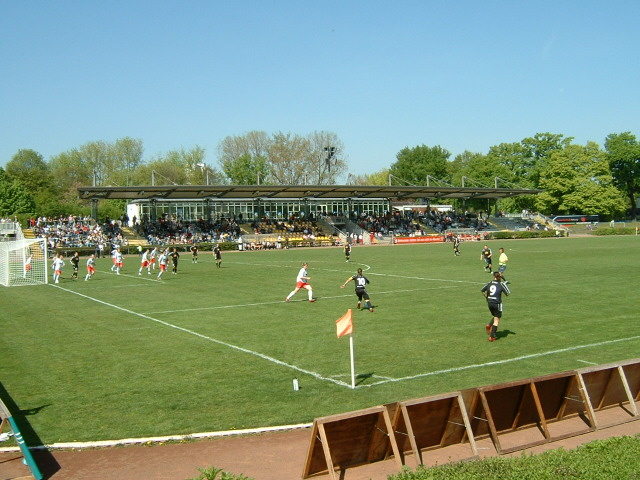
Spielszene im Stadion am Brentanobad (1. FFC Frankfurt – SC Freiburg)

Alle Spielerinnen, die mindestens ein Bundesligaspiel für den FFC Frankfurt bestritten haben, sind in der Liste der Spielerinnen des 1. FFC Frankfurt aufgeführt.

### Torschützenköniginnen
In sieben Spielzeiten der insgesamt 22-jährigen Frauen-Bundesliga-Zugehörigkeit des Vereins kam die Torschützenkönigin der Liga aus den Reihen des 1. FFC Frankfurt.
| Saison  | Spielerin      | Tore |
| ------- | -------------- | ---- |
| 2000/01 | Birgit Prinz   | 24   |
| 2006/07 | Birgit Prinz   | 28   |
| 2010/11 | Conny Pohlers  | 25   |
| 2013/14 | Célia Šašić    | 20   |
| 2014/15 | Célia Šašić    | 21   |
| 2015/16 | Mandy Islacker | 17   |
| 2016/17 | Mandy Islacker | 19   |

## Zuschauer und Fans
| Saison  | Schnitt |
| ------- | ------- |
| 2003/04 | 1.195   |
| 2004/05 | 1.145   |
| 2005/06 | 0.925   |
| 2006/07 | 1.286   |
| 2007/08 | 2.045   |
| 2008/09 | 1.638   |
| 2009/10 | 1.788   |
| 2010/11 | 1.904   |
| 2011/12 | 2.446   |
| 2012/13 | 2.301   |
| 2013/14 | 2.248   |
| 2014/15 | 1.998   |

Der Fanclub des 1. FFC Frankfurt hatte zuletzt mehr als 80 Mitglieder. Neben Turbine Potsdam war der FFC der Verein, der zu Auswärtsspielen die meisten Anhänger mobilisieren konnte. Bei Heimspielen wie bei Auswärtsspielen erreichte der FFC die höchsten Zuschauerzahlen der gesamten Liga. In der Bundesliga-Saison 2006/07 konnte der Verein mit einem Zuschauerschnitt von 1.286 Besuchern bei den elf Heimspielen einen neuen Rekord aufstellen. Das bestbesuchte Bundesligaspiel war eine Begegnung gegen Turbine Potsdam am 1. Juni 2014, die 7.250 Zuschauer verfolgten.
Bei UEFA-Cup- und Champions-League-Begegnungen waren regelmäßig über 4.000 Zuschauer live dabei. Das UEFA-Cup-Finale 2006 besuchten 13.200 Zuschauer, zwei Jahre später, beim UEFA-Cup-Finale gegen den schwedischen Vertreter Umeå IK kamen 27.640 Zuschauer in die Frankfurter Commerzbank-Arena, was einen internationalen Rekord darstellte. Das Champions-League-Endspiel der Saison 2011/12 gegen Olympique Lyon sahen im Münchener Olympiastadion 50.000 Besucher. Das Champions-League-Finale 2015 gegen Paris SG im Berliner Friedrich-Ludwig-Jahn-Sportpark besuchten gut 17.000 Zuschauer, darunter Bundeskanzlerin Angela Merkel.

## Stadion
Heimspielstätte des Vereins war das Stadion am Brentanobad, welches heute noch von Rot-Weiss Frankfurt genutzt wird. Auch der komplette Trainingsbetrieb des FFC fand dort statt. Das Stadion in Frankfurt-Rödelheim hat ein Fassungsvermögen von 5200 Plätzen, davon 1100 überdachte Tribünensitzplätze. Zu jedem Heimspiel erschien die kostenlose Vereinszeitung Anpfiff mit einer Auflage von 1500 Exemplaren. Außerdem gab es ein jährlich erscheinendes FFC-Special mit einer Auflage von 2000 Exemplaren.

## Rivalitäten

### FSV Frankfurt
| Saison  | Wettbewerb | Hinspiel | Rückspiel     |
| ------- | ---------- | -------- | ------------- |
| 1990/91 | Bundesliga | 03:30    | 00:60         |
| 1991/92 | Bundesliga | 02:00    | 01:30         |
| 1992/93 | Bundesliga |          |               |
| 1993/94 | Bundesliga |          |               |
| 1994/95 | Bundesliga | 03:00    | 00:40         |
| 1995/96 | Bundesliga |          |               |
| 1996/97 | Bundesliga | 01:00    | 01:20         |
| 1997/98 | Bundesliga | 00:20    | 00:50         |
| 1997/98 | DFB-Pokal  | 00:10    | Viertelfinale |
| 1998/99 | Bundesliga | 00:20    | 07:00         |
| 1999/00 | Bundesliga | 00:20    | 01:20         |
| 1999/00 | DFB-Pokal  | 00:60    | Viertelfinale |
| 2000/01 | Bundesliga | 03:00    | 01:30         |
| 2000/01 | DFB-Pokal  | 01:20    | Halbfinale    |
| 2001/02 | Bundesliga | 01:00    | 01:10         |
| 2001/02 | DFB-Pokal  | 00:40    | Halbfinale    |
| 2002/03 | Bundesliga | 06:00    | 00:50         |
| 2002/03 | DFB-Pokal  | 00:30    | Halbfinale    |
| 2003/04 | Bundesliga | 03:00    | 00:20         |
| 2004/05 | Bundesliga | 01:20    | 04:20         |
| 2005/06 | Bundesliga | 00:70    | 017:00        |

Lokalrivale des FFC war über viele Jahre der FSV Frankfurt. Die Derbys gehörten jedes Jahr zu den Höhepunkten und den bestbesuchten Spielen der Bundesliga-Saison.
Zu Praunheimer Zeiten hatte der FSV noch klar die Nase vorne. Der FSV sammelte Meistertitel und Pokalsiege, für die SG Praunheim blieb nur die Rolle der Nummer 2 in der Stadt.
Mit der Gründung des 1. FFC änderten sich die Verhältnisse. Die Bornheimerinnen wurden nun an der Spitze abgelöst, der FFC hatte nun stets die Nase vorn. Dem FSV gelang es nur ein einziges Mal, den FFC im Derby zu besiegen.
Kurios war, dass der FFC im DFB-Pokal zwischen 2000 und 2003 viermal in Folge beim FSV antreten musste, wobei die beiden Teams dabei in den letzten drei Jahren stets im Halbfinale aufeinander trafen. Die Rivalität endete mit der Auflösung der FSV-Frauenfußball-Abteilung nach der Saison 2005/06.
Das letzte Derby sorgte noch einmal für Aufregung. Der FFC besiegte den chancenlosen FSV mit 17:0 und stellte damit einen neuen Bundesliga-Rekord auf.
| Wettbewerb                    | Spiele | Siege | Unentschieden | Niederlagen | Tore | Gegentore |
| ----------------------------- | ------ | ----- | ------------- | ----------- | ---- | --------- |
| Bundesliga (SG Praunheim)     | 10     | 1     | 1             | 8           | 7    | 29        |
| Bundesliga (1. FFC Frankfurt) | 16     | 14    | 1             | 1           | 66   | 7         |
| DFB-Pokal (SG Praunheim)      | 1      | 0     | 0             | 1           | 0    | 1         |
| DFB-Pokal (1. FFC Frankfurt)  | 4      | 4     | 0             | 0           | 15   | 1         |
| Gesamt                        | 31     | 19    | 2             | 10          | 88   | 38        |

### Turbine Potsdam
| Saison  | Wettbewerb  | Hinspiel | Rückspiel     |
| ------- | ----------- | -------- | ------------- |
| 1997/98 | Bundesliga  | 07:10    | 00:00         |
| 1998/99 | Bundesliga  | 04:40    | 03:00         |
| 1999/00 | Bundesliga  | 01:20    | 01:00         |
| 2000/01 | Bundesliga  | 01:10    | 00:20         |
| 2001/02 | Bundesliga  | 04:10    | 01:30         |
| 2002/03 | Bundesliga  | 02:30    | 00:00         |
| 2003/04 | Bundesliga  | 00:30    | 02:70         |
| 2003/04 | DFB-Pokal   | 03:00    | Finale        |
| 2004/05 | Bundesliga  | 02:50    | 02:10         |
| 2004/05 | DFB-Pokal   | 03:00    | Finale        |
| 2005/06 | Bundesliga  | 02:60    | 02:00         |
| 2005/06 | DFB-Pokal   | 02:00    | Finale        |
| 2005/06 | Europapokal | 00:40    | 03:20         |
| 2006/07 | Bundesliga  | 01:20    | 01:10         |
| 2007/08 | Bundesliga  | 01:10    | 04:00         |
| 2007/08 | DFB-Pokal   | 00:10    | Viertelfinale |
| 2008/09 | Bundesliga  | 02:20    | 01:20         |
| 2009/10 | Bundesliga  | 04:10    | 02:10         |
| 2009/10 | DFB-Pokal   | 03:00    | Viertelfinale |
| 2010/11 | Bundesliga  | 02:10    | 04:10         |
| 2010/11 | DFB-Pokal   | 02:10    | Finale        |
| 2011/12 | Bundesliga  | 00:20    | 03:10         |
| 2011/12 | DFB-Pokal   | 05:10    | Viertelfinale |
| 2012/13 | Bundesliga  | 02:10    | 00:10         |

Erzrivale des FFC war Turbine Potsdam.
Lag man in den Spielzeiten 1997/98 und 1998/99 noch klar vor den Turbinen, wurde es in der folgenden Saison enger. Der FFC verlor zwar beide direkten Duelle, wurde aber vier Punkte vor den Potsdamerinnen Vizemeister. Von der Saison 2000/01 an waren die Brandenburgerinnen die Nummer zwei in Deutschland. Der Abstand zum FFC war allerdings noch überaus deutlich, am Ende der Saison trennten die beiden Mannschaften immerhin zehn Punkte. Die Spiele zwischen den Frankfurterinnen und den Potsdamerinnen waren hart umkämpft, den Potsdamerinnen gelang im Rückspiel in Frankfurt zwar ein knapper Sieg, die Meisterschaft war zu diesem Zeitpunkt (vier Runden vor Saisonende) bei immer noch zehn Punkten Rückstand auf den FFC allerdings schon so gut wie entschieden. In der folgenden Spielzeit wurde Turbine zweimal klar bezwungen, die Potsdamerinnen konnten ihren zweiten Platz gegen Duisburg jedoch knapp verteidigen.
In der Saison 2002/03 bewegten sich die beiden Vereine erstmals auf gleichem Niveau. Mit einem 0:0 in Potsdam am letzten Spieltag sicherte sich der FFC mit zwei Punkten Vorsprung den Meistertitel. Der Zweikampf zwischen den beiden Vereinen hatte endgültig begonnen.
In der Saison 2003/04 gewann Turbine das „Double“. Im direkten Duell sicherten sich die Potsdamerinnen mit einem 2:7-Sieg in Frankfurt die Meisterschaft. Die Frankfurterinnen, die das Hinspiel in Potsdam noch mit 0:3 gewonnen hatten, fühlten sich vom nordostdeutschen Konkurrenten, für den Conny Pohlers alleine dreimal traf, gedemütigt. Die Brandenburgerinnen hingegen sahen bereits eine Wachablösung, zumal sie den FFC auch im Pokalfinale bezwingen konnten. In der Folge kam es zu ersten kleineren Auseinandersetzungen zwischen den Verantwortlichen der beiden Vereine.
Diese fanden dann am Ende der Saison 2004/05 ihren vorläufigen Höhepunkt. Der FFC hatte sich den Meistertitel gesichert, Turbine war mit 14 Punkten Rückstand noch hinter Duisburg auf dem dritten Platz gelandet. Dafür siegten die Potsdamerinnen erneut im direkten Duell im Pokalfinale und gewannen den UEFA-Cup. Seitens des FFC wurde nun die Wertigkeit der Pokalwettbewerbe bezweifelt, der Europapokal wurde gar als „Nischenwettbewerb“ bezeichnet.
In der folgenden Spielzeit 2005/06 gewann der FFC ebendiesen Wettbewerb durch zwei Siege gegen die Turbinen, darunter ein klares 0:4 in Potsdam. Zuvor hatte Turbine allerdings die Meisterschaft und den DFB-Pokal durch drei Siege gegen den FFC, darunter ein 2:6 in Frankfurt, gewonnen. Der FFC war nun die Nummer eins in Europa, Turbine die Nummer eins in Deutschland. Beim Bundesligaspiel in Potsdam kam es zu einem Vorfall, bei dem das Potsdamer Publikum die beiden Frankfurterinnen Steffi Jones und Birgit Prinz die gesamte erste Halbzeit auspfiff. Turbine-Kapitänin Ariane Hingst musste das Publikum in der Halbzeitpause über das Stadionmikrofon auffordern, das Auspfeifen der beiden Nationalspielerinnen zu unterlassen. Jones und Prinz hatten gesundheitsbedingt ein Länderspiel vor diesem Spitzenspiel abgesagt, was einige Potsdamer als Wettbewerbsverzerrung ansahen. Auch zwischen den Fans beider Vereine entwickelte sich eine starke Rivalität.
Vor der Saison 2006/07 sorgte Turbine-Trainer Bernd Schröder für hitzige Diskussionen mit FFC-Manager Siggi Dietrich. Schröder sah sich als Vertreter des Ostens vom finanziell stärkeren Westen ausgebeutet, da der FFC die Nationalspielerinnen Karolin Thomas und Petra Wimbersky aus Potsdam verpflichtet hatte. Schröders Meinung nach hatten die Frankfurterinnen Potsdam die beiden Akteurinnen weggekauft, Frankfurt verwies darauf, dass sich Potsdam selbst nicht rechtzeitig um eine Verlängerung der Verträge gekümmert habe. Dabei verwies der Potsdamer Übungsleiter immer wieder auf die unterschiedlichen Philosophien der beiden Vereine und betonte, dass er im Gegensatz zur überalterten Frankfurter Mannschaft auf junge Spielerinnen setze.
Die Saison 2006/07 verlief für den FFC mit dem Gewinn von Meisterschaft und DFB-Pokal außerordentlich erfolgreich, Turbine hingegen schied in der zweiten Runde des Pokals aus und wurde in der Bundesliga nur Dritter. Zur Saison 2007/08 wechselte mit Conny Pohlers eine weitere Nationalspielerin von Potsdam nach Frankfurt. Bernd Schröder erklärte, dass er auf die „alte“ Pohlers gut verzichten könne.
In der Saison 2012/13 siegte der FFC am vierten Spieltag mit 2:1 in Potsdam. Beim Stand von 1:1 erlitten die Potsdamerinnen Stefanie Mirlach und Alexandra Singer bei einem Zusammenprall in der 88. Minute schwere Kopfverletzungen. Nach minutenlanger Unterbrechung ließ die Schiedsrichterin fünf Minuten nachspielen. In dieser Zeit erzielte Lira Bajramaj den Siegtreffer, bevor sie kurz danach unglücklich fiel und sich das Kreuzband riss.
| Wettbewerb                    | Spiele | Siege | Unentschieden | Niederlagen | Tore | Gegentore |
| ----------------------------- | ------ | ----- | ------------- | ----------- | ---- | --------- |
| Bundesliga (SG Praunheim)     | 2      | 1     | 1             | 0           | 7    | 1         |
| Bundesliga (1. FFC Frankfurt) | 30     | 12    | 6             | 12          | 55   | 54        |
| DFB-Pokal                     | 7      | 3     | 0             | 4           | 8    | 13        |
| UEFA Women’s Cup              | 2      | 2     | 0             | 0           | 7    | 2         |
| Gesamt                        | 41     | 18    | 7             | 16          | 77   | 70        |

## Zweite Mannschaft
Die zweite Mannschaft des Vereins spielte bis zu dessen Auflösung in der 2. Bundesliga.
Die Mannschaft wurde ab der Saison 2007/08 als U23-Mannschaft geführt. Dabei sollte noch stärker als bisher auf junge Spielerinnen gesetzt werden.
Von 2000 bis 2004 spielte die Mannschaft in der Regionalliga Süd. Die letzte Saison der Regionalliga beendete man mit vier Punkten Vorsprung auf den TSV Crailsheim auf dem ersten Platz. Da man allerdings viermal eine nicht gemeldete Spielerin eingesetzt hatte, wurden der Mannschaft acht Punkte abgezogen. Somit belegte das Team in der Endabrechnung nur den dritten Platz. Für die neu eingeführte 2. Bundesliga hatte man sich aber problemlos qualifiziert.
In den ersten beiden Spielzeiten der 2. Bundesliga belegte die zweite Mannschaft des FFC die Plätze 6 und 7. War man in der Premierensaison zur Halbzeit noch abstiegsgefährdet, konnte das junge Team in der folgenden Saison mit den älteren Konkurrentinnen gut mithalten. Grund dafür waren auch die in dieser Spielzeit erheblich schwächeren Absteiger.
In der Saison 2006/07 belegte man einen starken vierten Platz. Hatte man am Ende der Hinrunde nur einen Punkt Rückstand auf den zweiten Tabellenplatz, brach man in der Rückrunde etwas ein und fiel deutlich zurück. Zum Team gehörte auch Marleen Wissink, die ihre Karriere in der zweiten Liga ausklingen ließ.
Der Verein ließ Spielerinnen der ersten Mannschaft, die über längere Zeit verletzt gewesen waren, in der zweiten Mannschaft Spielpraxis sammeln. So kamen beispielsweise Louise Hansen und Pia Wunderlich in der Zweitvertretung zum Einsatz.

### Statistik
| Saison   | Liga                | Platz | S  | U  | N  | Tore    | Punkte |
| -------- | ------------------- | ----- | -- | -- | -- | ------- | ------ |
| 2001/02  | Regionalliga Süd    | 3.0   |    |    |    |         |        |
| 2002/03  | Regionalliga Süd    | 4.0   | 10 | 05 | 03 | 036:100 | 0035   |
| 2003/04  | Regionalliga Süd    | 3.0   | 12 | 04 | 02 | 041:210 | 0032   |
| 2004/05  | 2. Bundesliga (Süd) | 6.0   | 08 | 03 | 09 | 035:290 | 0027   |
| 2005/06  | 2. Bundesliga (Süd) | 7.0   | 08 | 04 | 10 | 039:460 | 0028   |
| 2006/07  | 2. Bundesliga (Süd) | 4.0   | 11 | 06 | 05 | 050:270 | 0039   |
| 2007/08  | 2. Bundesliga (Süd) | 7.0   | 06 | 07 | 09 | 030:280 | 0025   |
| 2008/09  | 2. Bundesliga (Süd) | 5.0   | 12 | 03 | 07 | 047:290 | 0039   |
| 2009/10  | 2. Bundesliga (Süd) | 8.0   | 06 | 06 | 10 | 027:470 | 00231  |
| 2010/11  | 2. Bundesliga (Süd) | 9.0   | 07 | 03 | 12 | 029:450 | 0024   |
| 2011/12  | 2. Bundesliga (Süd) | 5.0   | 09 | 06 | 07 | 038:370 | 0033   |
| 2012/13  | 2. Bundesliga (Süd) | 8.0   | 08 | 02 | 12 | 027:400 | 0026   |
| 2013/14  | 2. Bundesliga (Süd) | 4.0   | 12 | 01 | 09 | 042:360 | 0037   |
| 2014/15  | 2. Bundesliga (Süd) | 3.0   | 12 | 04 | 06 | 048:370 | 0040   |
| 2015/16  | 2. Bundesliga (Süd) | 7.0   | 07 | 05 | 10 | 032:360 | 0026   |
| 2016/17  | 2. Bundesliga (Süd) | 7.0   | 07 | 05 | 10 | 032:410 | 0026   |
| 2017/18  | 2. Bundesliga (Süd) | 5.0   | 10 | 03 | 09 | 038:270 | 0033   |
| 2018/19  | 2. Bundesliga       | 10.0  | 09 | 05 | 12 | 027:420 | 0032   |
| 2019/202 | 2. Bundesliga       | 13.0  | 03 | 06 | 07 | 028:320 | 0015   |

1 Wegen Spielenlassens einer Spielerin ohne Einsatzberechtigung wurde ein Punkt abgezogen.
2 Aufgrund der COVID-19-Pandemie wurde die Saison nach dem 16. Spieltag vorzeitig abgebrochen.

## Dritte Mannschaft
Die dritte Mannschaft spielte in der Saison 2019/20 in der Verbandsliga Süd Hessen.
In der Saison 2006/07 gewann sie den Hessenpokal. Am DFB-Pokal 2007/08 durfte die Mannschaft allerdings nicht teilnehmen, da der Verein in diesem Wettbewerb bereits durch die erste Mannschaft vertreten wurde.
Zur Saison 2014/15 gelang der Aufstieg in die Regionalliga Süd, hier wurden 18 der 22 Spiele verloren und ein Klassenerhalt verpasst.

## Mädchenfußball
Zum Verein gehörten drei Mädchenmannschaften. Die U16 gewann mehrfach die Hessenmeisterschaft und den Hessenpokal.
Daneben gab es noch ein U14- und ein U12-Team. Die zwei jüngeren Teams spielten im Hochtaunuskreis gegen Jungenmannschaften, da sie im Mädchenbereich keine leistungsstarken Gegnerinnen hatten. Die U12 und die U14-Mannschaft spielten dabei in der höchsten Liga der männlichen E- bzw. D-Jugend (Kreisliga).
Die FFC-Mädchenfußballschule wurde vom Co-Trainer der Bundesliga-Mannschaft Ronny Boretti und der Bundesligaspielerin Louise Hansen geleitet.